# Нейла Атес
Нейла Атеш (тур. Naciye Batır; 7 березня 1932, Констанца, Румунія — 19 вересня 1995, Стамбул, Туреччина) — турецька танцівниця та актриса.
Народилася 7 березня 1932 р. в Констанці, Румунія. Народившись як Naciye Batır, вона отримала славу під сценічним ім'ям Nejla Ateş в Туреччині та як Nejla Ates у Сполучених Штатах. Вона була також відома як турецьке захоплення Зокрема, вона з'явилася у фільмах «Король Річард та хрестоносці» та «Син Сіндбада» та "Фанні" — бродвейський мюзикл. 
У Атеш виникали скандали, зокрема нетривалу ворожнечу з королевою бурлесків Роуз-ла-Роуз, яка стверджувала, що Атеш вкрала її найкращі рухи у танці живота
Атеш, попри її успіх і красу, опинилася на межі бідності й двічі спробувала вчинити самогубство. Перша спроба самогубства через її тодішнього коханого, співака Боббі Колта шляхом передозування транквілізаторами та аспірину. Атеш була названа у своєму розлученні з Колтом Хоуп Діамант. Атеш публічно говорив про свою депресію таким чином: "Мені набридло життя… з любов'ю… з усім". 
Друга її спроба самогубства із передозуванням барбітуратів призвела її до тимчасової коми. 
Вона також отримала низку травм, включаючи проскочений диск, очевидно пов'язаний з її танцями. Скандальні листи повідомляли, що після того, як вона покинула Америку, щоб повернутися до Туреччини, колись делікатний 4'11 'високий 98 фунт брюнетка танцюристка стала 200 фунт блондинка. Вона померла в стамбульській лікарні 19 вересня 1995 року. 

## Вшанування
У листопаді 1954 року в Центральному парку Стамбулу було встановлено її погруддя.  